# Michael Russell (tennis)
Pour les articles homonymes, voir Russell.

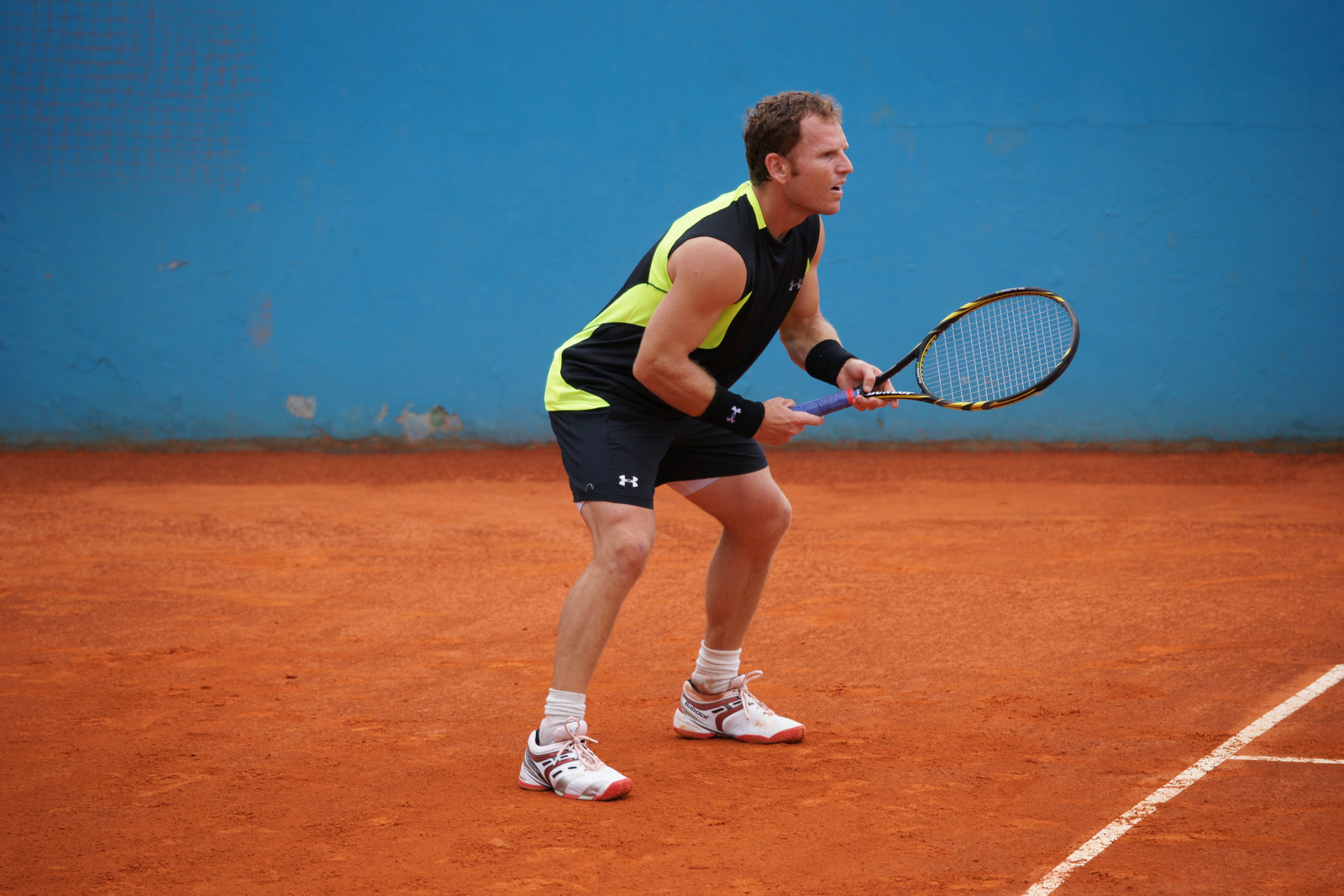
Michael Russell à l'Open de Nice 2011.

Michael Russell, né le 1er mai 1978 à Détroit aux États-Unis, est un joueur de tennis américain, professionnel de 1998 à 2015.

## Biographie
Après une wild card à l'US Open 1998, il parvient à se qualifier quatre fois de suite dans les tournois du Grand Chelem, de Wimbledon 2000 à Roland-Garros 2001 ; il est le seul joueur à réussir cette série. C'est justement lors de cette série, à Roland-Garros, qu'il réalise son meilleur résultat en Grand Chelem, un huitième de finale où il fut à 1 point du quart de finale mais qu'il perd finalement contre Gustavo Kuerten no 1 mondial après avoir eu une balle de match à 2 sets 0 et 5 jeux à 3 dans le troisième set. Kuerten la sauve avec un retour sur la ligne de fond de court. Michael Russell entre ensuite dans le top 100 en passant de la 122e place à la 88e place. En 2004, il atteint les profondeurs du classement, au-delà de la 1000e place, et en 2007, il obtient sa meilleure place, 60e. Il a gagné 15 tournois Challenger et 9 tournois Future. À Houston en 2012, il bat Mardy Fish no 9 mondial et signe sa première victoire sur un membre du top 10 en 13 tentatives.

## Carrière

### Saison 2012
Michael Russell commence l'année 2012 au Challenger de Nouméa en tant que tête de série no 1 (il est alors 99e au classement ATP). Il bat Amir Weintraub lors du premier match (6-4, 2-6, 6-3). Il élimine ensuite Peter Polansky (3-6, 6-2, 6-3) mais il doit s'incliner face à Adrián Menéndez-Maceiras (6-7, 6-7). Il gagne quand même une place au classement ATP (98e) à l'issue du tournoi.
À l'Open de Sydney, il est éliminé dès le premier tour face Fabio Fognini (6-2, 2-6, 0-6) malgré un bon début de match. Là encore, il gagne une place au classement ATP à la fin du tournoi.
À l'Open d'Australie, il est éliminé au premier tour par Juan Ignacio Chela (6-7, 3-6, 4-6).
Au Challenger d'Heilbronn, il élimine Marvin Gawron (6-2, 7-5) mais il est battu au tour suivant par l'Allemand Dominik Meffert (2-6, 6-2, 4-6). Cette défaite le fait dégringoler à la 110e place.
À l'Open Sud de France à Montpellier, il parvient à éliminer le Français Adrian Mannarino (6-3, 7-5) mais il est facilement battu par Gaël Monfils (3-6, 3-6). Il remonte néanmoins à la 103e place à l'issue du tournoi.
À l'Open de San José, il parvient à sortir la tête de série no 7 Donald Young (6-1, 7-6) mais il est sèchement battu par le finaliste de l'épreuve Denis Istomin (2-6, 2-6).
Après une période décevante ou il ne parvient plus a entrer dans un tableau final d'un Open et où il se fait éliminer dès les premiers tours des Challenger auxquels il participe, il entame les qualifications du tournoi de Houston sur terre battue.
Il y réalise ses meilleures performances de la saison, il se hisse dans le tableau final où il élimine au premier tour Daniel Gimeno-Traver mais surtout Mardy Fish (9e mondial) puis Ryan Harrison avant d'échouer de peu en demi-finale face au futur vainqueur, un des meilleurs joueurs sur cette surface, l'Argentin Juan Mónaco sur le score de 5-7, 6-1, 6-4.
Il fait ensuite une demi-finale au Challenger de Sarasota, éliminé par Sam Querrey puis parvient jusqu'au deuxième tour du tournoi de Wimbledon où il se venge au passage d'Adrián Menéndez-Maceiras qu'il élimine au premier tour (6-3, 6-1, 7-67) avant de tomber en 4 sets face à Julien Benneteau (7-64, 2-6, 6-4, 7-5).
Il atteint également par la suite deux fois les quarts de finale de tournois ATP, à Atlanta où il bat notamment Kevin Anderson et à Los Angeles où il réussit à se défaire de Benoît Paire.
En fin de saison, il s'impose au Challenger de Knoxville aux dépens de son compatriote Bobby Reynolds qu'il bat 6-2, 6-2.

## Palmarès

### Finale en double (1)
| No | Date       | Nom et lieu du tournoi    | Catégorie | Surface    | Vainqueurs                  | Partenaire     | Score            |          |
| -- | ---------- | ------------------------- | --------- | ---------- | --------------------------- | -------------- | ---------------- | -------- |
| 1  | 16/07/2012 | BB&T Atlanta Open Atlanta | ATP 250   | Dur (ext.) | Matthew Ebden Ryan Harrison | Xavier Malisse | 6-3, 3-6, [10-6] | Parcours |

## Parcours dans les tournois duGrand Chelem

### En simple
| Année | Open d'Australie | Open d'Australie | Internationaux de France | Internationaux de France | Wimbledon       | Wimbledon      | US Open         | US Open       |
| ----- | ---------------- | ---------------- | ------------------------ | ------------------------ | --------------- | -------------- | --------------- | ------------- |
| 1998  | —                | —                | —                        | —                        | —               | —              | 1er tour (1/64) | G. Galimberti |
| 1999  | —                | —                | —                        | —                        | —               | —              | —               | —             |
| 2000  | —                | —                | —                        | —                        | 1er tour (1/64) | S. Lareau      | 1er tour (1/64) | H. Gumy       |
| 2001  | 1er tour (1/64)  | A. Pavel         | 1/8 de finale            | G. Kuerten               | —               | —              | 1er tour (1/64) | T. Martin     |
| 2002  | 1er tour (1/64)  | T. Robredo       | 1er tour (1/64)          | A. Di Pasquale           | 1er tour (1/64) | W. Arthurs     | —               | —             |
| 2003  | —                | —                | —                        | —                        | —               | —              | —               | —             |
| 2004  | —                | —                | —                        | —                        | —               | —              | —               | —             |
| 2005  | —                | —                | —                        | —                        | —               | —              | —               | —             |
| 2006  | —                | —                | —                        | —                        | —               | —              | 1er tour (1/64) | G. Monfils    |
| 2007  | 1er tour (1/64)  | L. Hewitt        | 1er tour (1/64)          | R. Federer               | 1er tour (1/64) | J. Nieminen    | 1er tour (1/64) | J. Blake      |
| 2008  | 2e tour (1/32)   | J. Blake         | —                        | —                        | —               | —              | —               | —             |
| 2009  | —                | —                | —                        | —                        | —               | —              | —               | —             |
| 2010  | 1er tour (1/64)  | J. M. del Potro  | 1er tour (1/64)          | F. Serra                 | 2e tour (1/32)  | F. Fognini     | 1er tour (1/64) | N. Davydenko  |
| 2011  | 2e tour (1/32)   | D. Ferrer        | 1er tour (1/64)          | G. Simon                 | 1er tour (1/64) | R. Nadal       | 1er tour (1/64) | A. Roddick    |
| 2012  | 1er tour (1/64)  | J. I. Chela      | —                        | —                        | 2e tour (1/32)  | J. Benneteau   | 1er tour (1/64) | G. Simon      |
| 2013  | 1er tour (1/64)  | T. Berdych       | 1er tour (1/64)          | M. Kližan                | 1er tour (1/64) | G. Žemlja      | 1er tour (1/64) | R. Gasquet    |
| 2014  | 1er tour (1/64)  | D. Toursounov    | 1er tour (1/64)          | A. González              | 1er tour (1/64) | Julian Reister | —               | —             |
| 2015  | 1er tour (1/64)  | David Goffin     | —                        | —                        | —               | —              | —               | —             |

N.B. : à droite du résultat se trouve le nom de l'ultime adversaire.

### En double
| Année | Open d'Australie         | Open d'Australie    | Internationaux de France    | Internationaux de France    | Wimbledon                   | Wimbledon            | US Open                       | US Open                  |
| ----- | ------------------------ | ------------------- | --------------------------- | --------------------------- | --------------------------- | -------------------- | ----------------------------- | ------------------------ |
| 1998  | —                        | —                   | —                           | —                           | —                           | —                    | 1er tour (1/32) T. Dent       | M. Merklein V. Spadea    |
| 1999  | —                        | —                   | —                           | —                           | —                           | —                    | —                             | —                        |
| 2000  | —                        | —                   | —                           | —                           | —                           | —                    | —                             | —                        |
| 2001  | —                        | —                   | —                           | —                           | —                           | —                    | 1er tour (1/32) C. Woodruff   | P. Haarhuis S. Schalken  |
| 2002  | —                        | —                   | —                           | —                           | —                           | —                    | —                             | —                        |
| 2003  | —                        | —                   | —                           | —                           | —                           | —                    | —                             | —                        |
| 2004  | —                        | —                   | —                           | —                           | —                           | —                    | —                             | —                        |
| 2005  | —                        | —                   | —                           | —                           | —                           | —                    | —                             | —                        |
| 2006  | —                        | —                   | —                           | —                           | —                           | —                    | —                             | —                        |
| 2007  | —                        | —                   | 1er tour (1/32) S. Querrey  | M. García S. Prieto         | 1er tour (1/32) G. Simon    | A. Clément M. Llodra | —                             | —                        |
| 2008  | —                        | —                   | —                           | —                           | —                           | —                    | —                             | —                        |
| 2009  | —                        | —                   | —                           | —                           | —                           | —                    | —                             | —                        |
| 2010  | 1er tour (1/32) L. Lacko | S. Bolelli A. Seppi | 1er tour (1/32) F. Fognini  | R. Bopanna A.-U.-H. Qureshi | —                           | —                    | 1er tour (1/32) D. Toursounov | S. Aspelin P. Hanley     |
| 2011  | —                        | —                   | 1er tour (1/32) R. Sweeting | M. Melo B. Soares           | 2e tour (1/16) M. Kukushkin | J. S. Cabal R. Farah | 1er tour (1/32) D. Young      | M. Llodra N. Zimonjić    |
| 2012  | —                        | —                   | 1er tour (1/32) D. Young    | T. C. Huey D. Inglot        | 1er tour (1/32) D. Young    | M. Mirnyi D. Nestor  | 1er tour (1/32) B. Reynolds   | D. Novikov M. Redlicki   |
| 2013  | —                        | —                   | —                           | —                           | 1er tour (1/32) S. Giraldo  | I. Dodig M. Melo     | 1er tour (1/32) S. Johnson    | R. Harrison R. Lindstedt |
| 2014  | —                        | —                   | —                           | —                           | —                           | —                    | 2e tour (1/16) J. Donaldson   | B. Bryan M. Bryan        |
| 2015  | —                        | —                   | —                           | —                           | —                           | —                    | 1/8 de finale D. Young        | S. Johnson Sam Querrey   |

N.B. : le nom du ou de la partenaire se trouve sous le résultat ; le nom des ultimes adversaires se trouve à droite.

### En double mixte
| Année | Open d'Australie | Open d'Australie | Internationaux de France | Internationaux de France | Wimbledon | Wimbledon | US Open                       | US Open                       |
| ----- | ---------------- | ---------------- | ------------------------ | ------------------------ | --------- | --------- | ----------------------------- | ----------------------------- |
| 2010  |                  |                  |                          |                          |           |           | 1er tour (1/16) J. Craybas    | Y. Shvedova J. Knowle         |
| 2011  |                  |                  |                          |                          | -         | -         | 1er tour (1/16) M. Washington | N. Llagostera Vives O. Marach |

N.B. : le nom de la partenaire se trouve sous le résultat ; le nom des ultimes adversaires se trouve à droite.

## Parcours dans lesMasters 1000
| Année | Indian Wells              | Miami              | Monte-Carlo | Rome | Hambourg puis Madrid | Canada              | Cincinnati         | Stuttgart puis Madrid puis Shanghai | Paris                |
| ----- | ------------------------- | ------------------ | ----------- | ---- | -------------------- | ------------------- | ------------------ | ----------------------------------- | -------------------- |
| 1998  | —                         | —                  | —           | —    | —                    | 1er tour T. Martin  | —                  | —                                   | —                    |
| 1999  | —                         | —                  | —           | —    | —                    | —                   | —                  | —                                   | —                    |
| 2000  | —                         | —                  | —           | —    | —                    | —                   | —                  | —                                   | —                    |
| 2001  | —                         | —                  | —           | —    | —                    | 1er tour H. Arazi   | 1er tour A. Martín | —                                   | —                    |
| 2002  | —                         | —                  | —           | —    | —                    | —                   | —                  | —                                   | —                    |
| 2003  | —                         | —                  | —           | —    | —                    | —                   | —                  | —                                   | —                    |
| 2004  | —                         | —                  | —           | —    | —                    | —                   | —                  | —                                   | —                    |
| 2005  | —                         | —                  | —           | —    | —                    | —                   | —                  | —                                   | —                    |
| 2006  | —                         | —                  | —           | —    | —                    | —                   | —                  | —                                   | —                    |
| 2007  | 1/8 de finale J. I. Chela | —                  | —           | —    | —                    | 2e tour T. Haas     | —                  | —                                   | —                    |
| 2008  | —                         | —                  | —           | —    | —                    | —                   | —                  | —                                   | —                    |
| 2009  | 2e tour D. Toursounov     | 2e tour G. Monfils | —           | —    | —                    | —                   | —                  | —                                   | —                    |
| 2010  | 3e tour A. Murray         | 2e tour J. Isner   | —           | —    | 1er tour M. Fish     | 1er tour S. Querrey | —                  | —                                   | 1er tour R. Štěpánek |
| 2011  | 2e tour N. Almagro        | 1er tour J. Blake  | —           | —    | —                    | 2e tour S. Wawrinka | —                  | —                                   | —                    |
| 2012  | —                         | —                  | —           | —    | —                    | —                   | —                  | —                                   | —                    |
| 2013  | —                         | —                  | —           | —    | —                    | —                   | —                  | 1er tour A. Dolgopolov              | —                    |
| 2014  | 2e tour E. Donskoy        | —                  | —           | —    | —                    | 2e tour D. Ferrer   | —                  | —                                   | —                    |

N.B. : sous le résultat se trouve le nom de l’ultime adversaire.